# Kaštela
Kaštela su grad u Hrvatskoj koji administrativno pripadaju Splitsko-dalmatinskoj županiji te su dio aglomeracije grada Splita. Pod nazivom ‘Kaštela’ podrazumijeva se niz od sedam spojenih naselja između Solina i Trogira.

## Zemljopisni položaj
Kaštela su pitoreskni grad srednje Dalmacije, u samoj blizini Splita, najvećeg hrvatskog grada na moru, Trogira grada pod zaštitom UNESCO-a i Solina poznatog po drevnoj Saloni iz rimskog doba.
Kaštela su naziv za sedam manjih spojenih mjesta uz obalu Kaštelanskog zaljeva. To su: 
- Kaštel Štafilić,
- Kaštel Novi,
- Kaštel Stari,
- Kaštel Lukšić,
- Kaštel Kambelovac,
- Kaštel Gomilica i
- Kaštel Sućurac.

Kaštela graniče s Trogirom na zapadu i Solinom i Splitom na istoku i vrlo su dobro povezana glavnim cestovnim pravcima s tim dijelom Dalmacije, ali i s kontinentalnom Hrvatskom.
Iznad Kaštela se u smjeru zapad-istok proteže planina Kozjak (779 m), a nešto dalje prema istoku i planina Mosor (1339 m). Kaštelanski zaljev, južna granica Kaštelanskoga polja, predstavlja potonulu depresiju između spomenutih planina na sjeveru i poluotoka Marjana i otoka Čiova na jugu. Rub između kopna i mora prate plićaci s čestim žalom, hridima i minijaturnim otocima. U geološkom smislu prevladavaju vapnenac i fliš. Fliš ne prelazi visinu od 400 m i njegove blage padine, osobito prema moru, prekrivene su obradivim plodnim tlima. Izvori vode izbijaju upravo na liniji dodira fliša i vapnenca, te su Kaštela bogata podzemnim i nadzemnim vodotokovima.
Izmjena vapnenca i fliša vidljiva je i u vegetacijskom pokrovu, pa su tako vapnenačke površine pretežno gole, dok je fliš prekriven raslinjem. Nekada su to uglavnom bili bijelograb, hrast medunac i česmina, a danas su primorska zaravan i blaže padine brda prekrivene poljodjelskim kulturama, koje se u novije vrijeme smanjuju zbog širenja stambenih predjela.
Mikroklimatske prilike s lokalnim obilježjima u okviru semiaridne mediteranske klime omogućuju rano prispijevanje zimskoga povrća i razvoj mediteranskih poljodjelskih kultura poput vinove loze Crljenak kaštelanski, masline, smokve, badema i dr.
Glavna kaštelanska prometnica je Stara kaštelanska cesta, danas Cesta dr. Franje Tuđmana, koja je velikim dijelom ostatak ceste za Split, građene u vrijeme maršala Marmonta. Ona je rasterećena tek izgradnjom jadranske magistrale, koja uglavnom prolazi izvan naseljenih dijelova.
Za gospodarstvo je također važna i željeznica, a koja je sa svojih 5 stajališta na području Kaštela sastavni dio splitske prigradske željeznice.
Avionom je također moguće putovati između Kaštela i raznih destinacija diljem Europe jer se u njima nalazi Zračna Luka Split.

## Povijest

### Povijest do doseljenja Hrvata
Zbog povoljnog klimatskog okruženja i bogatstva voda tekućica, Kaštelansko polje oduvijek je bilo primamljivo mjesto za stanovanje.
Tragove neandertalaca nalazimo u Mujinoj pećini, koja je smještena u prolazu između Kaštelanskog polja i Labina.
Neolitski nalazi su najbrojni u Resniku (K.Štafilić), stari su oko 5 tisuća godina.
Sljedi razdoblje nolita, kada se uz kamen obrađuje i bakar. To je vrijeme kad započima borba pojedinih ljudskih zajednica za životni prostor, nema niti jedne strateške točke u Kaštelanskom polju bez gradine. Gradine imaju namjenu utvrde. Najznačajnija gradina se nalazi na vrhu sv. Ivan, s Kaštelanske strane vrh je oštro odsječena litica, dok je sa sjevernu stranu blaga padina, duž padine se nalaze tri reda suhozida.
Tijekom željezna doba od 9. do 5. stoljeća pr. Kr. glavna središta kaštelanskog područja su bile zajednice Luko, Ostrog i posebno značajna zajednica Veli Bijać koja je preko luke održavala trgovačke veze u mlađem željeznom dobu s lukama na zapadnoj strani Jadrana. Prepostavlja se da je ovo područje tijekom 1. stoljeća pr. Kr. bilo naseljeno ilirskim plemenima Bulini i Hilini. U kasnijem razdoblju ovaj kraj osvajaju ratoborni Dalmati. Koncem 4. stoljeća pr. Kr. Grci s Isse (Vis) osnivaju trgovačku koloniju Tragurium (Trogir). Dokaz trgovine Grka i Ilira nalazimo u helenističkoj luci Resnik, s brojnim nalazima helenističke keramike, posebno su značajni nalazi megarskih čaša.
Vlast nad Salonom (Solin), koja se nalazi na istočnom, rubnom, djelu polja uz rijeku Jadro, Rimljani su uspostavili 76. god. pr. Kr. Za vrijeme građanskog rata između Cezara i Pompeja Salona staje na Cezarevu stranu, koji je nagrađuje statusom rimske kolonije. Salona dobiva ager centuriatus, koji se proteže do Kaštel Lukšića. Na zapadnom djelu Kašetanskog polja u predjelu Resnik rimski car Claudije gradi naselje Sicum za svoje veterane iz VII. i IX. legije.
Nakon propasti Zapadnog Rimskog Carstva 476. godine ovaj kraj potpada pod Bizant.
Početkom 7. stoljeća usljedili su avarsko-slavenski napadi, a končno i pad Salone. Rimljani pronalaze skloništa u okolnim gradovima, romanizirani Iliri se povlače u brda. U romanskim gradovima se nastavlja antička tradicija, na napuštena područja izvan gradskih zidina naselili su se u 7. stoljeću Hrvati.

### Povijest nakon doseljavanja Hrvata
U ranom srednjem vijeku Kaštelansko polje potpada pod Klišku župu. Uz vladarske posjede osnivaju se i naselja koja se smještaju iznad polja: Baba, Bijaći, Špiljan, Žestinj, Radun, Šušnjari, Ostrog, Lažani, Kruševik, Kozica, Sućurac, Selišće, Smoljevac. Jedan od vladarskih posjeda nalazio se u Bijaćima gdje 4. ožujka 852. godine knez Trpimir izdaje darovnicu u kojoj se prvi put spominje ime Hrvat(danas je to dan grada Kaštela).
Didići osnivaju beneficije. Mongoli 1241. godine sljedeći hrvatsko-ugarskog kralj Belu IV,
koji nalazi utočište u Trogiru, razaraju naselja po Kaštelanskom polju.
Susjedni gradovi Trogir i Split koji se često se međusobno sukobljavaju, žele ojačati svoj utjecaj na području Kaštelanskog polja smanjujući samoupravu lokalnog stanovništva. Trogirani grade kulu kod samostana Sv.Petar od Klobučca u Podmorju, dok 1392. godine splitska nadbiskupija gradi kulu u Dilatu (Kaštel Sućurac).
Kada se selo Ostrog htjelo opasati bedemima Splićani razaraju selo te prekopavaju groblje. Godine 1418. za vrijeme rata između Venecije i Genove porušena je kula kod sv. Petra od Klobučca da ne bude utočište Mlečana. Razdoblje mira dolazi 1420. godine u lipnju kada Trogir i Split dolaze pod vlast Mletačke Republike, koja određuje granice gradova pravocrtnom linijom od mora do Kozjaka. Turci zuzimaju Bosnu, dolazi do iseljavanja stanovništva. U strahu od iseljavanja trogirski i splitski posjednici grade utvrde-kaštela. Prvi kaštel za obranu od Turaka 1476. o svom trošku gradi trogirski plemić Koriolan Ćipiko, zapovjednik galije.
Do kaštela koji se nalazi u moru on planski gradi naselje kvadratnog oblika. Naselje se opasuje bedemima i jarkom 1507. Na uglovima su sagrađene ugaone kule, a na ulazu pokretni most.
Njegov primjer slijede i ostali posjednici, izgrađeno je 20 kaštela i više utvrđenih mjesta, od kojih se izdvajaju sedam.
Planski uređeno naselje Koriolana Ćipika možemo smatrati početkom urbanizacije Kaštela. Grad svoj postanak može zahvaliti žuljevitim rukama galiota (veslača), kako stoji na ploči iznad ulaza u kaštel.
Kaštela naseljavaju izbjeglice iz potkozjačkih sela i unutrašnjosti.
Razgraničavanjem 1571. godine između Mletačke Republike i Turskog carstva granica prolazi kroz selo Baba koje ostaje na Turskoj strani, vrhom Kozjaka, i spušta se do mora između Kaštela i Solina, koji je također kao i Klis u Turskim rukama. Oslobađanjem Solina, Klisa,i Zagore nestaje neposredne ratne opasnosti. Bedemi oko sela nestaju, povećava se broj stanovništva .
Dogovorom Francuske i Austrije 1797. godine podjeljena je Mletačka republika, Austriji pripada Dalmacija, koja postaje zasebna kraljevina u sklopu carevine.
Nakon pobjede kod Austerlitza, Francuzi dobivaju Dalmaciju. Dalmaciju pripajaju Kraljevini Italiji, Kaštela dijele na dvije upravne jedinice Gornja Kaštela i Donja Kaštela, ukida se fideikomis, Grimanijev zakon i bratovštine, na snagu stupa Građanski zakon. Francuski maršal Marmont trasira i gradi cestu kroz Kaštela (danas Cesta Dr. Franje Tuđmana) povezujući Split i Trogir. Napoleonovim porazom Dalmacija se vraća u okrilje Austrijskog Carstva, ukidaju se Građanski zakoni i vraća se mletačko feudalno pravo (mletački kolonat).
Škole počinju s radom 1819. godine. Gradi se željeznica i luke. Nakon I. Svjetskog rata Kaštela postaju sastavni dio Kraljevine Srba, Hrvata i Slovenaca. Provodi se Agrarna reforma, seljaci (težaci) postaju vlasnici zemlje koju obrađuju. Godine 1941. izbija Drugi svjetski rat, koji dovodi do raspada Jugoslavije, Dalmacija se pripaja Italiji, granica s Nezavisnom Državom Hrvatskom prolazi prvo vrijeme kroz polje, nakon kratkog perioda vrhovima Kozjaka. Zbog toga veliki broj kaštelana odlazi u NOB. Nova Jugoslavija 1945. godine uvodi socijalizam, dolazi do zapuštanja poljoprivrede i provodi se industrijalizaciju. Tvornice koje su izgrađene na poljoprivrednom zemljištu, privlače velik broj doseljenika.
Kaštela se šire i spajaju u jednu neprekinutu cjelinu, 1986. godine uspostavljena je općina Kaštela. Raspadom Jugoslavije, uspostavom Republike Hrvatske Kaštela dobivaju status grada.

## Administracija i politika
Središte gradske vlasti nalazi se u Kaštel Sućurcu.

## Gospodarstvo
Gospodarstvo Kaštela kroz povijest se oslanjalo na poljoprivredu i ribarstvo. Zahvaljujući plodnom Kaštelanskom polju Kaštela su imali mnoge prepoznatljive poljoprivredne proizvode od čega su najpoznatiji: vino i trešnja, te u novije vrijeme (druga polovica 20. stoljeća) povrtlarske kulture, posebice salata i rajčica, koje zbog pogodnih klimatskih uvjeta rano dospijevaju u staklenicima i plastenicima.
Tijekom 19. stoljeća kroz Kaštela dolazi željeznička pruga koja je povezivala Split s ostalim dijelovima tadašnje Austro-Ugarske, čime su Kaštela dobila na značajnosti. No, to se tek počinje osjećati početkom 20. stoljeća kada se u Kaštelima počinju otvarati hoteli (prvi hotel otvorio doktor Šoulavy 1909. godine u Kaštel Lukšiću; najpoznatiji je hotel Palace u Kaštel Starom koji je danas zatvoren) kad Kaštela, uz Opatiju, postaju brand tadašnjeg hrvatskog turizma.
Nakon Prvog svjetskog rata u Kaštela je došla i prva industrija. U Kaštel Sućurcu se otvara tvornica cementa. Osim toga u Kaštela su došla i električna energija i voda, što je ojačalo kaštelansko gospodarstvo.
Tijekom Drugog svjetskog rata kaštelansko gospodarstvo naglo stagnira i počinje zaostajati zbog ratnog stanja koje je zahvatilo Kaštela.
Nakon Drugog svjetskog rata socijalistička politika dovodi do nagle industrijalizacije Kaštela pa nakon cementare (Dalmacijacement) dolazi i tvornica plastičnih masa (Jugovinil, kasnije zvan Adriavinil), željezara i drvni kombinat. To je rezultiralo naglim porastom stanovništva u Kaštelima, ali i jačanju kaštelanskog gospodarstva. No, to je dovelo i do protu efekta u poljoprivredi, te ometalo još snažniji mogući razvoj turizma od onoga koji se događao. Ipak, sve do kraja osamdesetih godina, brojni su kaštelani imali višestruke izvore prihoda, kako od rada u državnim tvrtkama i industriji, tako i od turizma i poljoprivrede, te je po tome prostor Kaštela bio specifičan na cijelom području bivše države.
Nakon raspada Jugoslavije i dolaska tranzicijsko-ratnog razdoblja kaštelansko gospodarstvo upada u krizu. Jaka poduzeća se zatvaraju (Jugovinil, drvni kombinat), propadaju brojne tvrtke u Splitu u kojima rade i stanovnici Kaštela, dok cementara i željezara u Kaštelima smanjuju broj radnika. Sve to dovodi do naglog porasta broja nezaposlenih. Tek početkom 21. stoljeća dolaskom novih malih privatnih poduzeća i stranih trgovačkih centara, te izgradnjom marine dolazi do malenih pozitivnih pomaka. Uza sve to prisutan je i stalan porast broja stanovnika doseljavanjem koji gradske vlasti procjenjuju na preko tisuću ljudi godišnje, što predstavlja silno opterećenje za ionako slabu gradsku infrastrukturu.
Primarni cilj gradskih vlasti je povratak turizma u Kaštelima, no zbog mnogih problema (divlje gradnje, nedostatak infrastrukture, nedostatak kapaciteta hotela itd.) dolazi do pitanja hoće li uopće turizam zasjati kao nekad u Kaštelima.
Osim toga se pokušava i obnoviti poljoprivreda u Kaštelima, no zbog rapidnog rasta grada nestao je veći dio kaštelanskog polja što i to dovodi u pitanje. Veliki gospodarski poticaj trebalo bi dati dovršenje projekta Eko-kaštelanski zaljev kojim bi se konačno trebala riješiti pitanja oborinskih i kanalizacijskih voda na području Kaštelanskog zaljeva.

## Demografija
Kaštela od prvog popisa stanovništva pa do danas imaju kontinuirani rast stanovništva. Prema prvom popisu iz 1857. godine broj stanovnika u Kaštelima je bilo 5097, dok danas prema podatcima iz popisa 2011. godine živi 38.667 stanovnika, te su drugi po veličini grad županije, odmah iza Splita.
Tijekom 19. stoljeća i početkom 20. stoljeća broj stanovnika u Kaštelima blago raste, zbog iseljavanja stanovništva potaknut niskim standardom. Nagliji rast stanovništva Kaštela, ostvaruje se poslije svjetskih ratova, poglavito nakon drugog svjetskog rata kada je u Kaštelima počeo značajni gospodarski napredak, ali i zbog blizine glavnog gospodarskog središta Dalmacije grada Splita. To naseljavanje i rast stanovništva traje i danas. Osim naseljavanja, porastu stanovništva pridonosi i prirodni prirast koji je pozitivan te danas, Kaštela uvrštava u rijetke gradove u Hrvatskoj s višim natalitetom od mortaliteta.

### Popis 2001.
Prema popisu stanovništva iz 2001. godine, grad Kaštela su imala 34.103 stanovnika. Većinu stanovništva su činili Hrvati s 96,65 %, dok od ostalih naroda najznačajniji su bili Srbi s 1,69 %, Bošnjaci s 0,14 % te Albanci i Slovenci s 0,13 %. Kaštela su bila jedna od rijetkih gradova u Hrvatskoj koja su od 1991. do 2001. imala rast stanovništva.
Prema mjestima koji čine grad Kaštela, najveći broj stanovnika je imao Kaštel Stari (6448), a slijedio ga je Kaštel Sućurac (6236) i Kaštel Lukšić (4880), dok najmanje stanovnika je imao Kaštel Štafilić (2650).

### Popis 2011.
Prema popisu stanovništva iz 2011. godine, grad Kaštela su imala 38.667 stanovnika. Većinu stanovništva su činili Hrvati s 97,42 %, a po vjerskom opredijeljenju većinu od 93,62 % činili su pripadnici katoličke vjere.
| broj stanovnika | 5097  | 5829  | 5981  | 6582  | 7286  | 7460  | 8346  | 8895  | 9731  | 11036 | 13526 | 18805 | 24328 | 29168 | 34103 | 38667 | 37794 |
|                 | 1857. | 1869. | 1880. | 1890. | 1900. | 1910. | 1921. | 1931. | 1948. | 1953. | 1961. | 1971. | 1981. | 1991. | 2001. | 2011. | 2021. |

## Kultura i šport
- Muzej grada Kaštela u Kaštel Lukšiću
- Muzej Podvorje u Kaštel Sućurcu
- NK Jadran – Kaštel Sućurac
- NK GOŠK Adriachem – Kaštel Gomilica
- HNK Val – Kaštel Stari
- Odbojkaški klub Mladost – Kaštel Lukšić
- Odbojkaški klub Kaštela DC – Kaštel Stari
- Odbojkaški klub Marina Kaštela – Kaštel Kambelovac
- Rukometni klub Ribola Kaštela – Kaštel Gomilica
- Karate klub Fortiter – Kaštel Novi
- Karate klub Bijaći – Kaštel Novi
- Judo klub Dalmacijacement – Kaštel Sućurac
- VK Kaštela – Kaštel Lukšić
- POGŠ Josip Hatze Kaštel Kambelovac
- HGD "Zrinski" – Donja Kaštela
- HGD "Biranj" – Kaštel Lukšić
- Š.K. "Petar Sedlar-Pepe" – Kaštel Novi

- Hrvatski veslački klub Marina Kaštela – Kaštel Kambelovac
- Hrvatsko pjevačko društvo "Bijaćka vila" – Kaštela
- Gradski dječji zbor "Kaštelanski tići"
- Košarkaški klub Ribola Kaštela
- Amatersko kazalište Moreta Donja Kaštela
- Taekwondo klub Energy Kaštela

Memorijalni turnir na male branke 'Ivica Džolić Đola'  održava se od 1996.

## Obrazovanje

### Osnovne škole
U Kaštelima postoji 5 osnovnih škola, "Bijaći" (K. Novi), "Osnovna škola "Profesor Filip Lukas" (K. Stari), "Ostrog" (K. Lukšić), "Knez Trpimir" (K. Gomilica) i "Knez Mislav" (K. Sućurac).
Započela je izgradnja nove osnovne škole u K. Novom.

#### Osnovna škola "Profesor Filip Lukas"
Osnovna škola "Profesor Filip Lukas" nalazi se u Kaštel Starome.
Zgrada škole izgrađena je 1979. godine. Nastava se u njoj počela održavati školske godine 1980./1981. Do izgradnje nove školske zgrade došlo je zbog nemogućnosti postojeće škole "Ante Beretin" iz Kaštel Novoga da primi sve učenike. Tako su u vremenu od 1980. – 1985. godine nastavu u školskoj zgradi pohađali učenici od petog do osmog razreda Osnovne škole "Ante Beretin" iz Kaštel Novoga.
Škola počinje raditi samostalno pod nazivom OŠ "Kaštel Stari" – u osnivanju, i to 1985. godine. 
Jedno vrijeme škola je djelovala pod imenom "Josip Babin Bepo", a od 17. siječnja 1992. godine djeluje pod imenom OŠ "Prof. Filip Lukas". Ime je dobila po poznatom mještaninu, svećeniku, profesoru i znanstveniku.
Na početku rada školu je pohađalo oko 550 učenika. Nastavu pohađaju djeca s područja Kaštel Staroga, Rudina i Radošića.
U školi jednom godišnje izlazi školski list "Rusmarin".
Ono po čemu je škola još prepoznatljiva je veliki maslinik koji se nalazi s južne strane škole na površini od 60 000 m2. Ovaj jedinstveni maslinik "matičnjak" u Dalmaciji ima oko 500 stabala, a njegovu vrijednost čini brojka od preko 20 različitih sorti maslina.

#### Osnovna škola Bijaći
OŠ Bijaći se nalazi u Kaštel Novom. Zgrada je sagrađena 1911 godine što je čini jednom od najstarijih Osnovnih Škola u Hrvatskoj. Školu pohađa oko 850 učenika. U školi jednom godišnje izlazi list ˝Kapljice˝.
Škola je dobila ime po mjestu Bijaći gdje se nalazi crkvica sv. Marte. Kod te crkvice se prvi put spominje ime "Hrvat" u Trpimirovoj darovnici iz 852. godine. Darovnica nije sačuvana, ali je sačuvan prijepis iz 16. stoljeća.
Škola je trebala biti završena u rujnu 2012. godine kada su se učenici iz sadašnje zgrade trebali preseliti u novu školu, no završena je tek u proljeće 2014. godine a školska dvorana u proljeće 2016. godine.

#### Osnovna škola kneza Trpimira
Škola je počela s radom 13. rujna 1973. Obuhvaća upisno područje Kaštel Gomilice i Kaštel Kambelovca i s 35 odjela i preko 950 učenika najveća je osnovna škola u Kaštelima.
Godine 1990. dobiva ime "knez Trpimir" na spomen Trpimirove darovnice od 4. ožujka 852. kada se po prvi put spominje hrvatsko ime "...dux Chroatorum iuvatus munere divino ..." Stoga 4. ožujka slavimo kao Dan škole.
Tijekom Domovinskog rata škola je skrbila za oko 160 učenika prognanika i izbjeglica pomažući im u nastavku njihova školovanja.

### Srednje škole
- SŠ "Braća Radić"[10]

## Gradovi pobratimi/prijatelji/suradnici
- Lindlar
- Zaprešić
- Kiseljak
- Kupres
- Bardejov
- Přerov
- Hradec Králové
- Pszczyna

## Vanjske poveznice
- Službena stranica grada